# نوال منصوري
نوال منصوري  (ولدت 01 أغسطس 1985 ببجاية، الجزائر) هي لاعبة كرة طائرة جزائرية. شاركت في الألعاب الأولمبية ببكين 2008 ولندن 2012 مع المنتخب الجزائري للسيدات وفي البطولة العالمية 2010 وفازت معه بالبطولة الإفريقية 2009 وذهبية الألعاب الإفريقية 2007. تلعب في منصب ليبيرو. سنة 2011 تعرضت لإصابة حرمتها من المشاركة في البطولة الإفريقية وكأس العالم، قبل أن تعود للمنتخب في نهاية العام.

## معلومات الاندية
النادي الحالي  : مشعل بلدية بجاية 
النادي السابق  : التجمع الرياضي البترولي 
النادي السابق : ناصرية بجاية 
الطول: 1,74 م
الارتقاء في السحق : 2,91 م
الارتقاء في الصد : 2,81 م
- منتخب الجزائر لكرة الطائرة سيدات
- البطولة الجزائرية لكرة الطائرة سيدات

## روابط خارجية
- نوال منصوري على موقع عالم الكرة الطائرة (الإنجليزية)
- نوال منصوري على موقع أوليمبيديا (الإنجليزية)